# Branislav Knežević
Branislav Knežević (in serbo Бранислав Кнежевић?; Šabac, 21 luglio 2002) è un calciatore serbo, centrocampista dello Železničar Pančevo.

## Caratteristiche tecniche
È un centrocampista offensivo.

## Carriera
Cresciuto nel settore giovanile del Mačva Šabac, debutta in prima squadra il 31 maggio 2020 in occasione dell'incontro di Superliga perso 1-0 contro il Voždovac; il 17 ottobre seguente realizza la sua prima rete, nel match perso 2-1 contro il Mladost Lučani.
Il 6 settembre 2021 firma per l'Elche.

## Statistiche
Statistiche aggiornate al 12 marzo 2021.

### Presenze e reti nei club
| Stagione        | Squadra         | Campionato      | Campionato | Campionato | Coppe nazionali | Coppe nazionali | Coppe nazionali | Coppe continentali | Coppe continentali | Coppe continentali | Altre coppe | Altre coppe | Altre coppe | Totale | Totale | Totale |
| Stagione        | Squadra         | Comp            | Pres       | Reti       | Comp            | Pres            | Reti            | Comp               | Pres               | Reti               | Comp        | Pres        | Reti        | Pres   | Reti   |        |
| --------------- | --------------- | --------------- | ---------- | ---------- | --------------- | --------------- | --------------- | ------------------ | ------------------ | ------------------ | ----------- | ----------- | ----------- | ------ | ------ | ------ |
| 2019-2020       | Mačva Šabac     | SL              | 4          | 0          | CS              | 0               | 0               |                    | -                  | -                  |             | -           | -           | 4      | 0      |        |
| 2020-2021       | Mačva Šabac     | SL              | 21         | 3          | CS              | 1               | 0               |                    | -                  | -                  |             | -           | -           | 22     | 3      |        |
| Totale carriera | Totale carriera | Totale carriera | 25         | 3          |                 | 1               | 0               |                    | -                  | -                  |             | -           | -           | 26     | 3      |        |